# フレーバーティー
フレーバーティーあるいは着香茶（ちゃっこうちゃ）とは、紅茶や緑茶などをベースに香料や花びら、果皮などで香りを付加した飲料であり、ドライフルーツや花びらなどを茶葉に混ぜたものもフレーバーティーとされる。花や果物だけでなく、キャラメルやチョコレートの香りを付加したものも生産されている。中国茶では精油や香料を用いずに天然の花の香りを吸着させたり乾燥させた花を直接混ぜ込んだ茶を花茶と呼ぶ。
代表的なフレーバーティーとしては、ミカン科のベルガモットの精油で着香したアールグレイや、ジャスミンの一種であるマツリカ＝茉莉花の花で着香したジャスミン茶＝茉莉花茶などがある。
英語ではflavor teaよりもflavored teaと呼称されることの方が一般的である。